# Валтер фон Браухич
Хајнрих Алфред Херман Валтер фон Браухич (4. октобар 1881 — 18. октобар 1948) је био немачки фелдмаршал и начелник Врховне команде копнене војске током првих година Другог светског рата. Био је противник нацистичког режима, али није се противио Хитлеровим плановима за рат. Хитлер га је пензионисао након немачког пораза у бици за Москву. После рата, Браухич је ухапшен и оптужен за ратне злочине, али је умро пре почетка суђења.